# Скрипторий

Один из последних старообрядческих скрипториев на территории СССР, келья отца Палладия в верховьях Енисея, 1967. фото Н. Н. Покровского

Скрипто́рий (лат. scriptorium от scriptor — «писец, переписчик») — мастерская по переписке рукописей. Несмотря на латинское средневековое происхождение, термин прилагается к мастерским по изготовлению рукописных книг всех исторически существовавших цивилизаций, включая восточные.
Первые скриптории возникли в Древнем Египте, они были тесно связаны с древнеегипетской религией и медициной. Писцы копировали, переводили и перекомпилировали тексты, связанные с управлением, культом божеств, магией и лечением болезней. Египетские скриптории исчезли в VI веке.
Буддийская культура породила развитую культуру скрипториев в Восточной Азии. Основным занятием скрипториев было копирование сутр. Писцы этого региона уделяли особое внимание ритуальной чистоте, необходимой для работы.
Европейские скриптории часто располагались в монастырях, которые обладали всем необходимым для производства книг и манускриптов, там могли изготавливать все нужные материалы, включая пергамент и чернила. Помимо религиозной литературы там выполняли также коммерческие заказы. В XIII веке скриптории были вытеснены городскими писцами, а затем и типографиями.
Мусульманские скриптории копировали Кораны, рукописи и трактаты, они работали при ханаках и обсерваториях, а также при дворе.

## Древний Египет

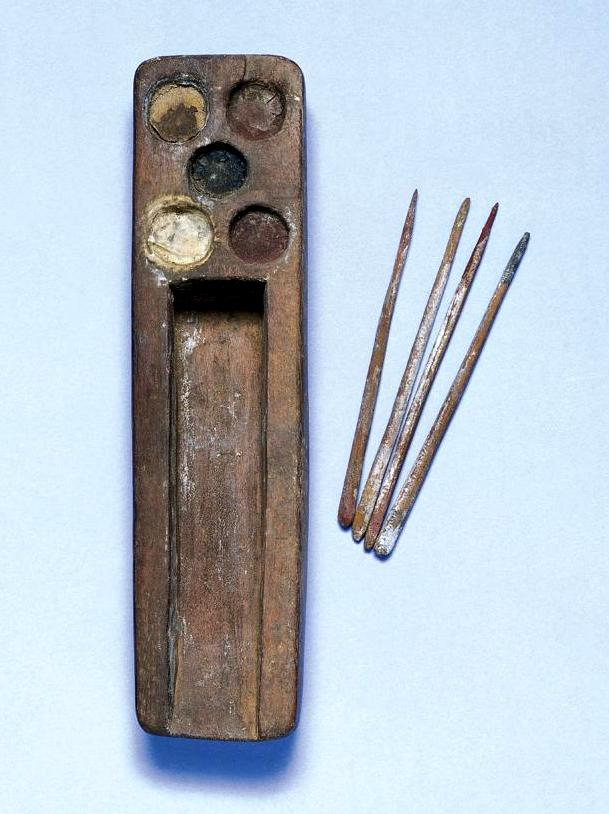
Палитра с тушью и кисточки древнеегипетского писца

Профессия писца была очень почётной в Древнем Египте. Египетские скриптории именовались «домами жизни» (per-’nh или pr-ʿnḫ) и располагались в храмах, служа также архивами. Знаменитые скриптории находились в Мемфисе, Абидосе, Амарне, Ахмиме, Коптосе, Исне и Идфу. Информации об и устройстве скрипториев почти нет, за исключением керамических моделей и изображений писцов, создаваемых в додинастический и династический периоды. Наиболее подробные сведения о древнеегипетских скрипториях приведены у Руфина Аквилейского, описавшего скрипторий в Канопусе, и у Климента Александрийского в описании жрецов, участвовавших в фестивальной процессии.
Методики обучения писцов также не сохранились; в раннединастический период профессия передавалась по наследству от отца к сыну. В династический период письмом владели не только священнослужители, но и чиновники, и документы нередко создавались за пределами храмов, однако к эллинистическому периоду грамотными были только члены жреческого класса. В Новом царстве писцы обязаны были знать аккадский, который являлся языком дипломатии. Культурный обмен с Древней Грецией добавил к списку обязательных умений египетского писца также перевод на древнегреческий язык священных текстов, произведённых для культа самых известных божеств, таких как Имхотеп-Асклепий.
Основной работой скриптория было переписывание, дополнение, перекомпоновка и комментирование старых документов, особенно тех, что утверждали и обосновывали власть фараонов. Писцы также следили за престижем собственного института, указывая, что власть царя проистекает из священных книг, и он должен подчиняться им. Другой важной их задачей было создание магических текстов, используемых в придворных ритуалах, медицине, сельском хозяйстве и других сферах; эти свитки тщательно охраняли от лиц, не принадлежащих к служителям конкретного храма. Скриптории выполняли роль образовательных учреждений для лекарей и были их рабочим местом, там хранились медицинские трактаты и сведения о рождениях и смертях.
В ранние эпохи писцы использовали иероглифическую письменность, а также скоропись, но ко II столетию их почти полностью заместила демотика; последняя датированная египетская надпись иероглифами была создана в 394 году. В повседневности работники домов жизни II века уже говорили преимущественно на древнегреческом. Тексты по традиции записывали на древнеегипетском языке, не включая в них грецизмы, которыми был наполнен разговорный язык.
В 392 году власти запретили языческие культы; древнеегипетская храмовая культура угасла, исчезли и дома жизни. Частичными продолжателями этой традиции стали коптские монастырские скриптории.

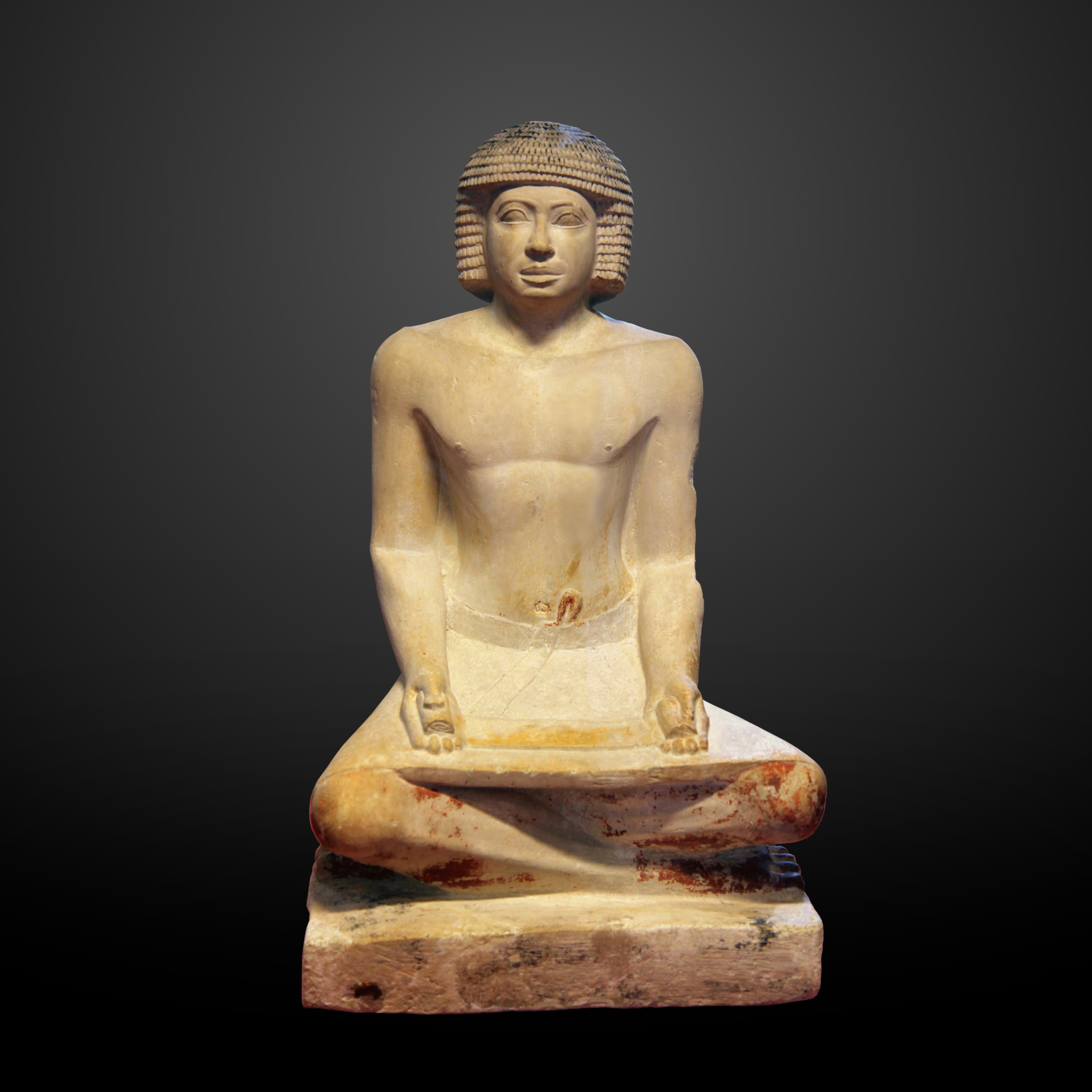
Скульптура писца
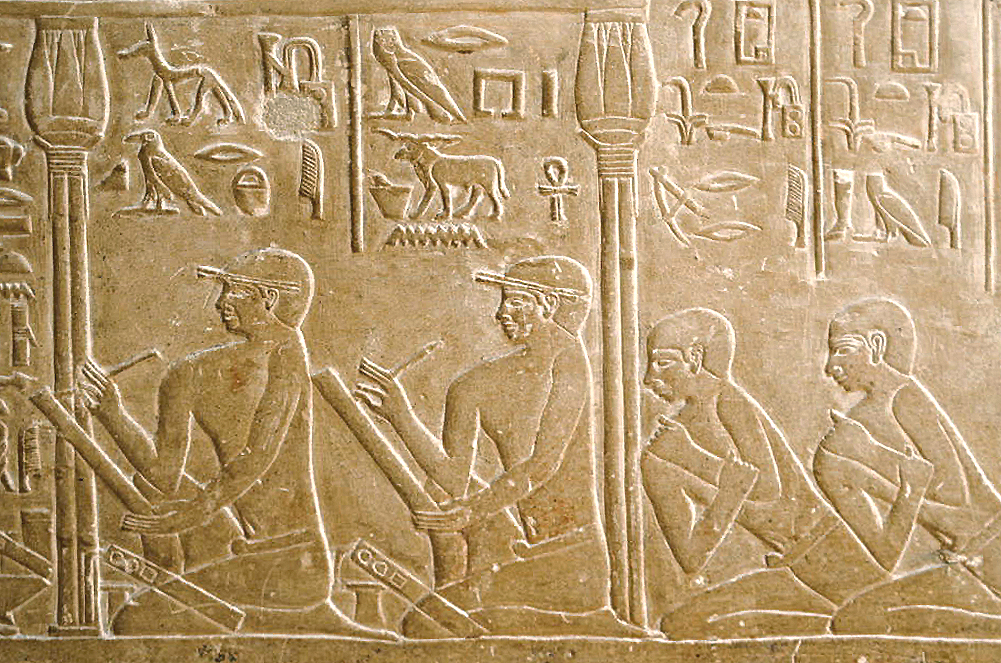
Изображение скриптория в мастабе Мереруки
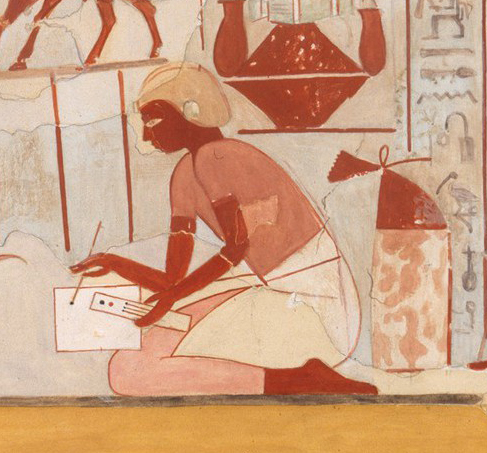
Небамон, писец XIV века до н. э.

## Буддийский мир

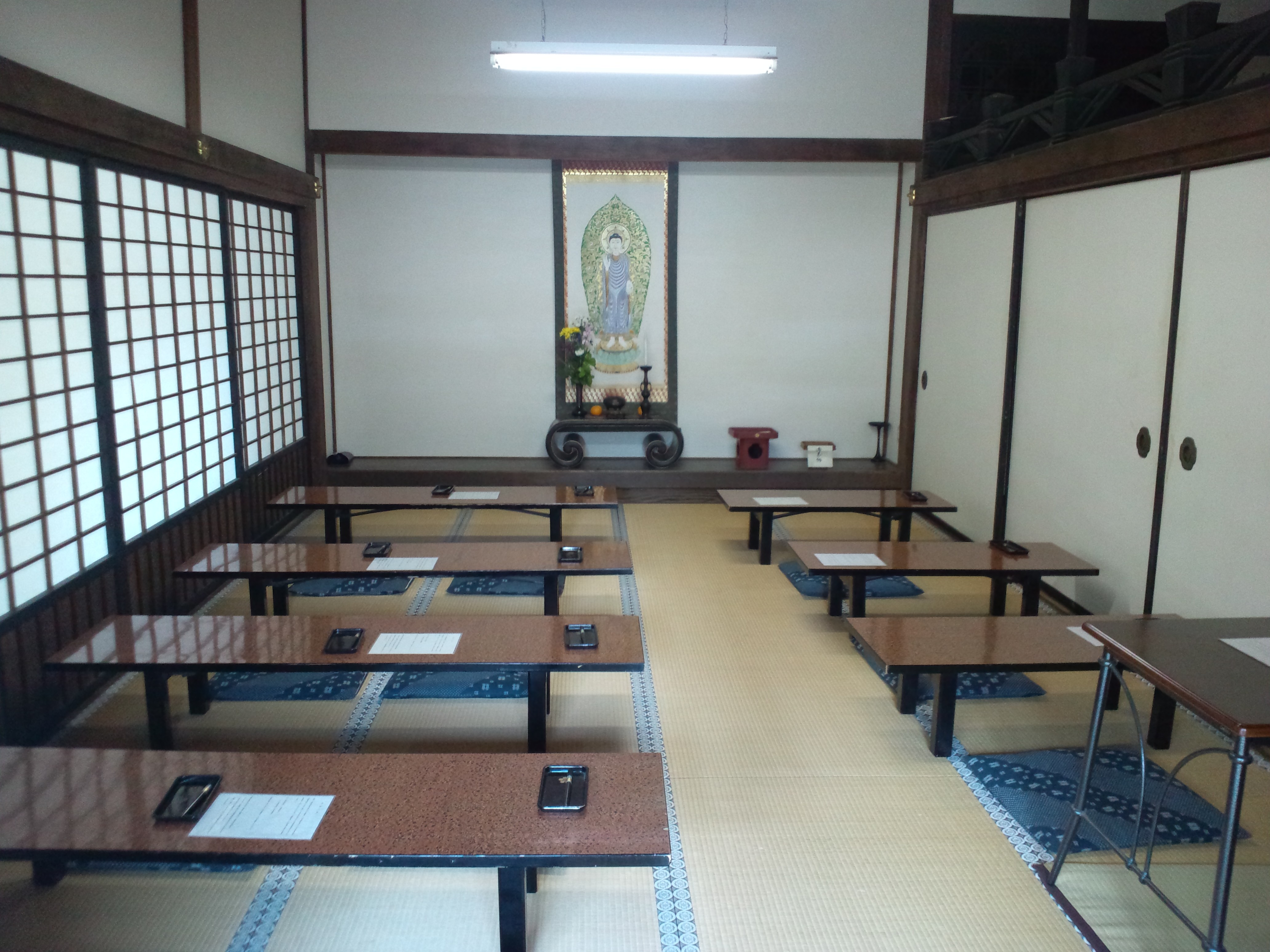
Современный скрипторий храма Сэйрё-дзи

Буддийская культура известна трепетным отношением к книгам. С древних времён, начинающихся с индийского буддизма, переписывание сутр считается благим делом, очищающим человека от скверны. Манускрипты с сутрами были одновременно и реликвией, и реликварием: они словно содержали в себе Будду, становясь объектами поклонения верующих. Наибольшее количество манускриптов было создано в Восточной Азии: Китае, Корее и Японии. Самые ранние скриптории Китая работали в конце V столетия, в Древней Японии уже в VIII столетии действовало Управление по копированию сутр (Сякёдзё), закрытое в 776 году. Восточноазиатские страны получили буддийское учение уже в записанном виде, что в сочетании с развитой китайской книжной традицией дало рост собственным религиозным практикам, таким как использование высококачественной бумаги для копирования священных писаний, а также требование находиться в состоянии ритуальной чистоты перед началом работы.
Документы из японского Сёсоина дают огромное количество информации о работе древних скрипториев в регионах буддийской культуры. Переписчики пользовались и отдельными листами новой бумаги, и склеивали по нескольку листов вместе; ненужные документы хранили отдельно и использовали для письма чистую сторону, иногда разрезая их или склеивая их в свитки.
Китайская и японская культуры уже имели идею стремления к чистоте ещё до прихода буддизма, однако он тоже повлиял на восприятие чистоты в этих обществах. Переписывание рукописей в состоянии чистоты должно было повлечь наиболее обширную награду, тогда как наказанием за копирование сутр в нечистом виде в особенно вопиющих случаях могла быть даже смерть. Писцы придерживались определённого кодекса поведения, воздерживались от сексуальных контактов, употребления мяса и алкоголя, совершали омовение и переодевались в особые белые одежды. Скрипторий Сякёдзё даже содержал баню. Корейских источников, повествующих о практиках скрипториев, значительно меньше, однако в одном из свитков Цветочной гирлянды сутр находится подробное описание процесса её создания: сперва корни шелковицы опрыскивали благоуханной водой, затем из её коры делали бумагу; писцы постились и получали омовение ароматизированной водой после каждого приёма пищи, сна и посещения туалета; они надевали белые одежды; во время их шествия к скрипторию звучала музыка, к их ногам кидали живые цветы. Аналогичные приготовления имели место в Японии и Китае. Одежды писцов также были ритуально очищены, а по мере их загрязнения работники скриптория периодически брали выходные дни для стирки своих нарядов и последующего их освящения. Выходные им полагались также после болезни и в случае смерти родственников.
Помимо писцов в буддийских скрипториях работали администраторы, занимавшиеся поставками материалов и назначением задач, редакторы, вычитывавшие готовые тексты, а также редакторы, собиравшие тексты, которые нужно было скопировать. Умелый администратор мог в уме оценить количество кистей, чернил, бумаги и пищи, необходимое для выполнения заказа определённого объёма. Благодаря отлаженной бюрократической машине материалы могли прибыть уже на следующий день после выхода государственного указа о копировании. Писцы Сякёдзё работали со скоростью 78—108 листов в неделю, что составляет от 3500 до 6000 иероглифов в сутки. После окончания работ манускрипты дважды вычитывали редакторы, в случае неудовлетворительного качества в них вносили правки, соскабливая написанное ножом. Иногда количество ошибок превышало допустимое, и фрагмент свитка вырезали. Следующим этапом была замена валика и футляра на постоянные, после чего особенно умелые каллиграфы выводили на свитке его название, сведения о свитке заносили в ведомость и отправляли его по месту назначения.

## Христианский мир
Наибольшей славой в эпоху Карла Великого пользовался скрипторий Турского монастыря Святого Мартина, аббатом которого был Алкуин. В раннем Средневековье скриптории использовались не только для переписывания священных текстов, но и для выполнения коммерческих заказов. Умелые писцы обычно выполняли самые сложные и важные работы, а начинающие переписчики нарабатывали навык на письмах и отчётах; в некоторых скрипториях иллюстраторы работали отдельно, а в других их работу делали обычные писцы. Нередко рукописи разных переписчиков из одного скриптория имеют похожее оформление, что позволяет идентифицировать место создания копии.
Задания раздавал монастырский настоятель или библиотекарь, но всегда по заданию настоятеля; писцы не могли отказаться от своего назначения. Писцы работали при дневном свете, опасаясь пожаров от свечей и ламп.
Вначале книгу (как и во времена поздней античности) писали под диктовку, держа материал для письма на коленях. Затем, вероятно в VII веке, в мастерских появились столы (во всяком случае, именно к этому времени относятся иконографические изображения каллиграфов, сидящих за столами). С VIII—IX веков подобные изображения стали нормой.
Скриптории не имели единого плана, часто это была комната возле кухни, где было сухо и тепло, что способствовало сохранности материалов; монахи работали над рукописями как в общих помещениях, так и в собственных кельях. Определённое влияние оказывал также порядок в монастыре: картезианцы обычно писали в одиночестве, а бенедиктинцы — в больших залах.
В XIII веке европейские скриптории приходят в упадок, книжным производством начинают заниматься городские ремесленники-писцы и книгопечатники.

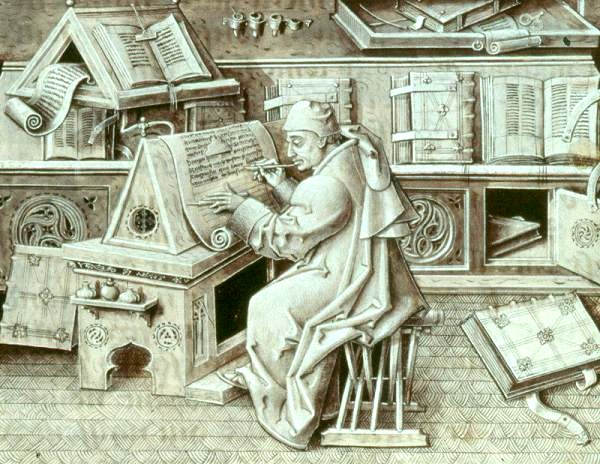
Монах в скриптории
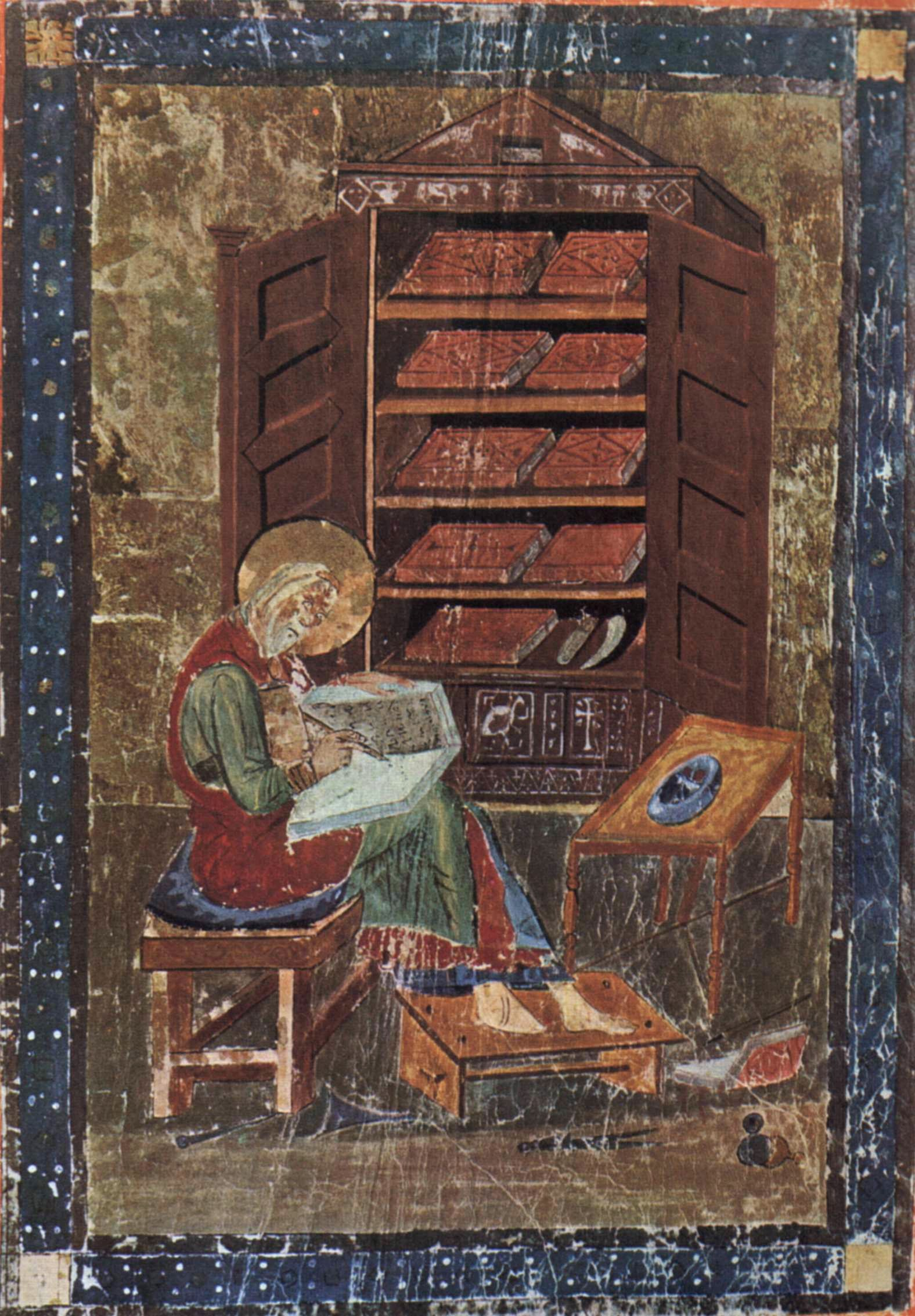
Амиатинский кодекс, Ездра в скриптории
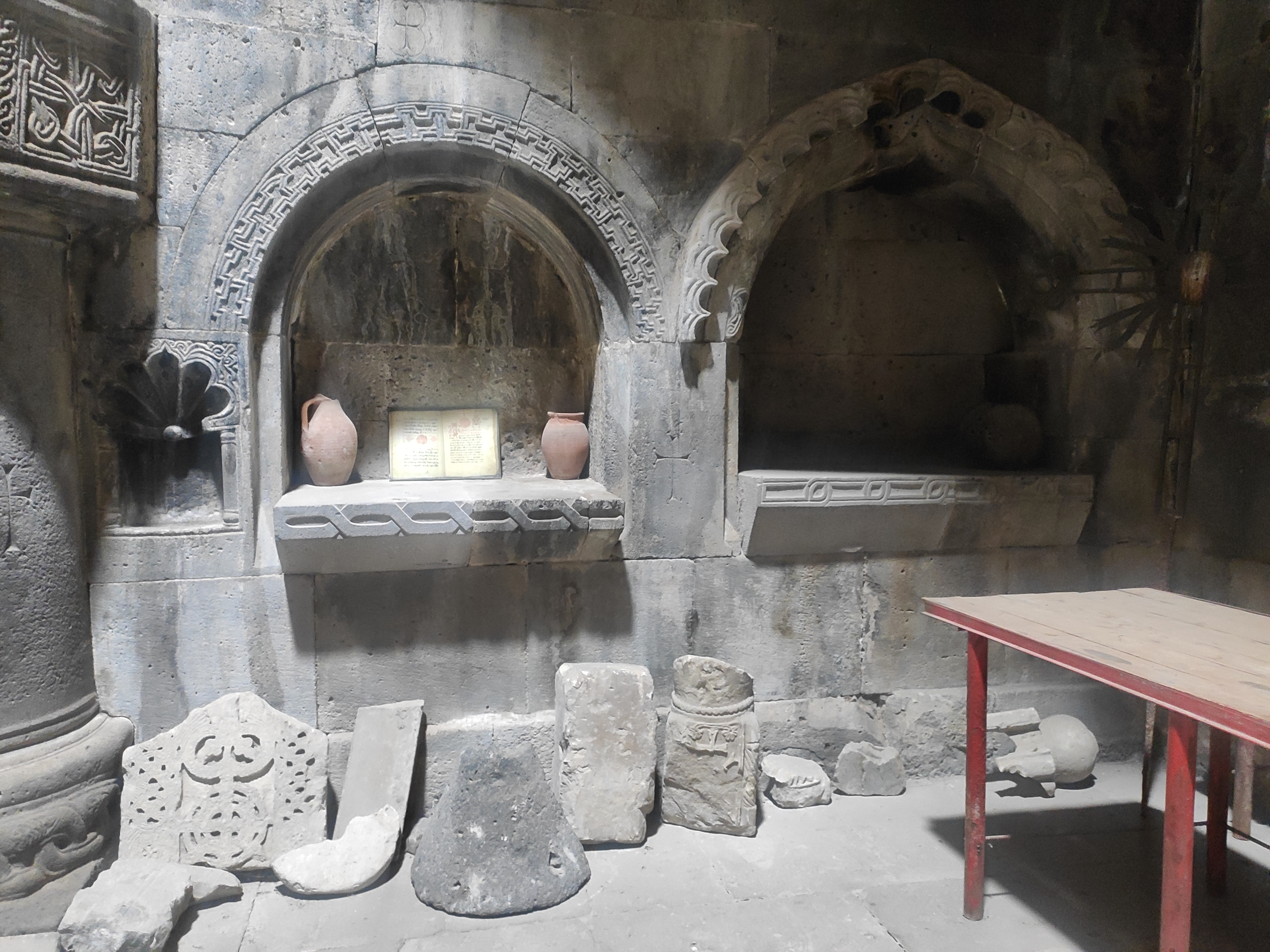
Скрипторий Санаина
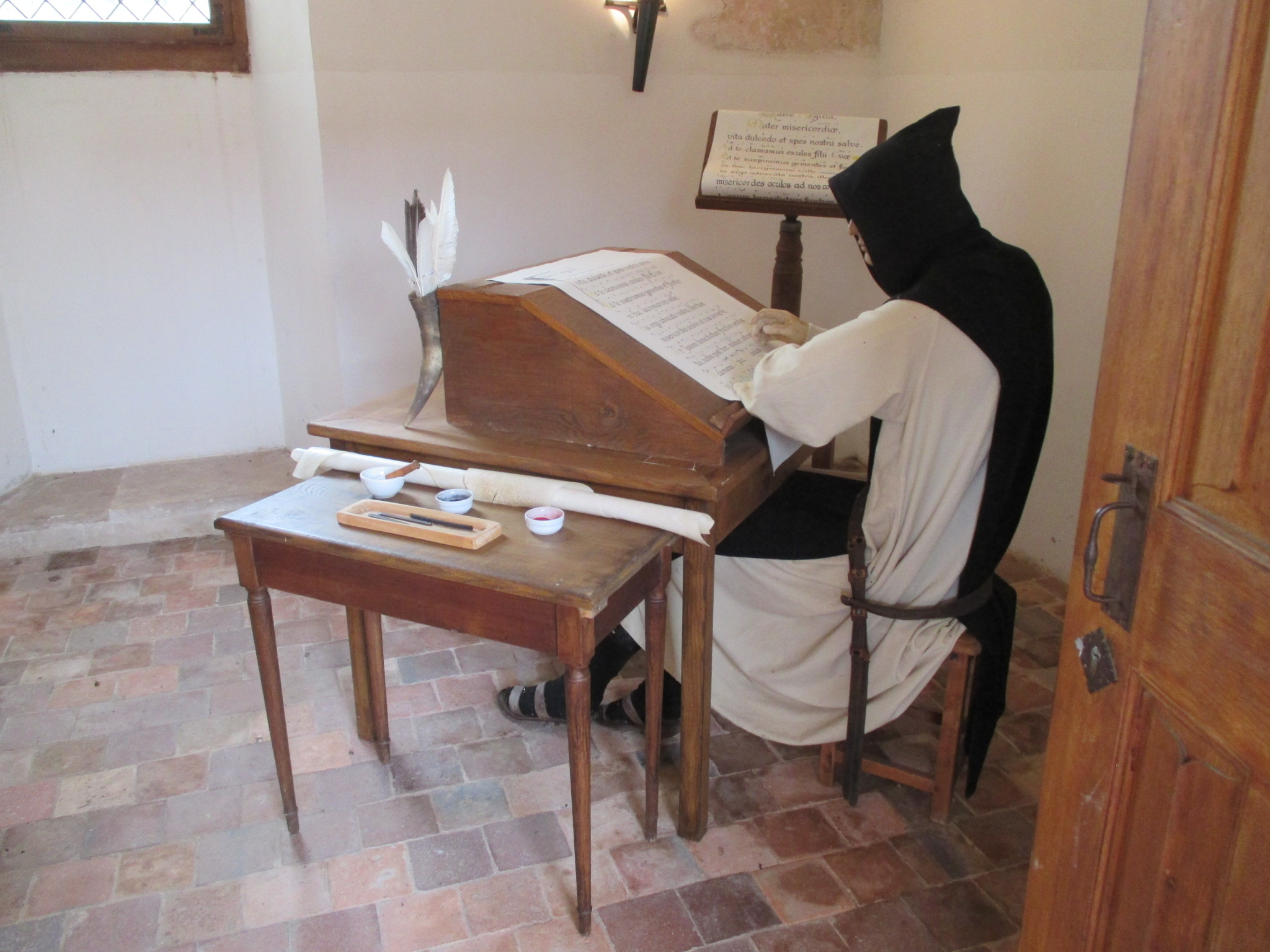
Скрипторий аббатства Сито

## Исламский мир

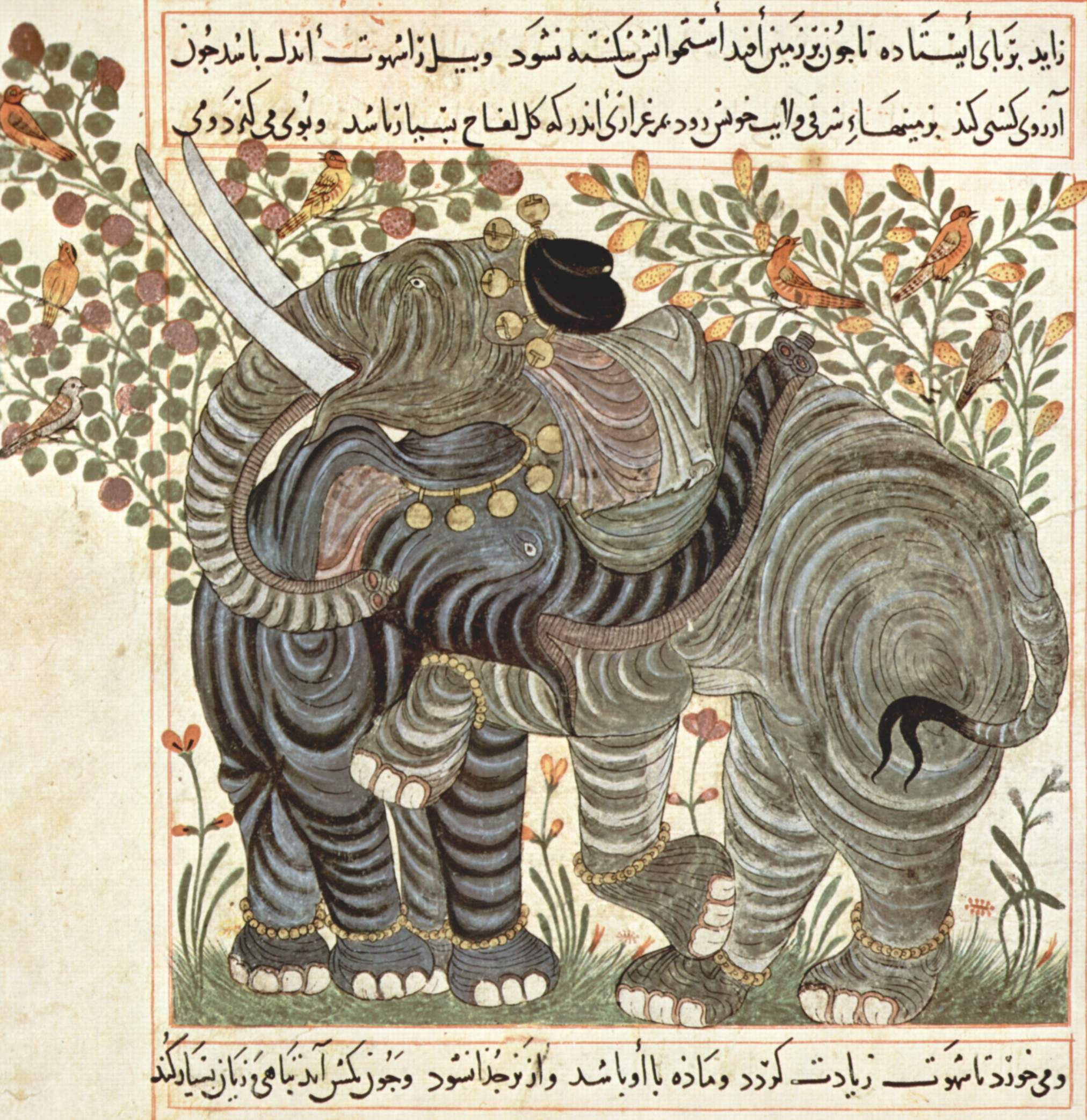
«О пользе животных»

Первые скриптории мусульманского мира появились в государстве Хулагуидов в конце XIII столетия; их закат относится к XVII веку. Исламские писцы часто работали одни, но коллективное производство крупных работ было проще и быстрее; также скриптории могли находиться при научных центрах, таких как обсерватории. Крупный скрипторий работал при Марагинской обсерватории, там в конце 1290-х годов была создана знаменитая копия трактата «О пользе животных» ибн Бахтишу.
Прославились также суфийские скриптории при ханаках, в частности, писцы тариката Мевлеви создали множество роскошных копий «Маснави». Там же переписывали Кораны и другие документы. Крупный скрипторий тариката казаруния работал в Ширазе. Визирь и историк Рашид ад-Дин основал несколько знаменитых скрипториев, копировавших рукописи по его приказу; скрипторий в Руб-и Рашиди в 1309 году произвёл 30-томный Коран и четырёхтомник хадисов в год, однако в среднем работа над одним Кораном занимала 5—6 лет. Подобная работа не считалась особенно сложной или престижной: на Рашид ад-Дина работали 220 рабов-каллиграфов, художников и мастеров-иллюминаторов.
В отличие от христианских писцов, мусульмане продолжали работать сидя, держа манускрипт на коленях, чему способствовала гладкость высококачественной бумаги, не требовавшей больших усилий при письме.